# 宣旨 (役職)
宣旨（せんじ）は、公家社会の上級女性使用人である女房の筆頭。俗称は、せじ。天皇の後宮十二司でいう典侍（女官長）に相当する最高職。わかりやすく言えば、第一秘書のような立場である。主に中宮・東宮・斎院に設置され、このほか斎宮・院（上皇）・摂政・関白などにも置かれることがあった。貴人の口頭命令である宣旨を取り次いだのが由来だが、渉外役だけではなく、主人に直属する女房集団を統括し、主人が女性である場合はその代理人的存在であるなど、高い職責を有した。800年前後、藤原薬子が安殿親王（のちの平城天皇）の東宮宣旨に補任されたのが史料上の初見。
中宮（皇后らを含む）に仕える中宮宣旨は「宮の女房」の長であり、天皇に仕える「上の女房」の長である典侍とほぼ同格の顕職と見なされた。中宮に次ぐほどのきわめて高貴な身分の女性から選ばれ、中宮の姉妹であることもあった。中宮の緊急事には、宣旨が指揮を取ってその善後策を講じた。家格・知性・実務・教養のいずれを取っても同時代の最高峰で、勅撰歌人であることも珍しくなく、主人の代詠も行った。既婚者でも働き続ける者が多く、妊娠・出産後の職場復帰も広く認められていた。忠誠心も高く、主人の出家や崩御に殉じて出家したり、主人の子に仕えたりする場合が多かった。ただ、11世紀半ばから末には半ば名誉職化して序列第二位に落ち、中宮御匣殿が「宮の女房」の首座になったという。鎌倉時代の序列は宣旨と御匣殿のどちらが上かは不明。代表的存在に、一条天皇中宮藤原彰子に仕えた源陟子、三条天皇中宮藤原妍子に仕えた大和宣旨、後醍醐天皇中宮西園寺禧子に仕えた二条藤子らがいる。
東宮（皇太子）に仕える東宮宣旨は、主に弁官や受領などの中級貴族の娘から選ばれ、幼少期の乳母の一人が昇格する場合が多かった。東宮の乳母と共に女房集団を率い、しばしば乳母より上位の筆頭に置かれた。東宮の即位後は典侍に補任されることが多く、長年の功績によって従三位に叙されることもあった。
斎院宣旨は、両賀茂神社に奉仕する未婚の皇女・王女である斎院に仕える宣旨で、弘仁元年（810年）の斎院設立後間もなくから置かれた。斎院の乳母の一人が昇格することが多かった。中宮宣旨と同様、文学的能力に優れていた者も少なくはなかった。その代表は、作家の六条斎院宣旨である。
中宮や東宮にとっての最大の側近の一人という立場から、王朝物語では重要な脇役として登場することもある。その場合、機知を活かして主君を助ける役として登場することが多い。作家の六条斎院宣旨は自身が斎院宣旨経験者であるが、その著『狭衣物語』では斎院宣旨がヒロインの補佐役として登場する。散逸したが、『心高き東宮宣旨』という宣旨を主役にした物語も存在した。

## 職務

### 発祥
日本の公家社会における高位の女性使用人である女房の中でも重職とされるのが、宣旨・御匣殿・内侍の三役で、宣旨はその筆頭である。院（上皇）・東宮（皇太子）・中宮・斎宮・斎院・摂政・関白などに置かれた。
その起源・職務については、古くは和田英松『官職要解』（1902年）で、立后の時に宣旨（天皇・上卿の命令）を取り伝えたために、「中宮の宣旨」「宮の宣旨」ともいった、とあり、この説が定説だったこともあった。しかし、実際には、中宮宣旨・中宮御匣殿・中宮内侍らは、立后の儀の「後」に令旨（皇后らの命令）によって決められており（『小右記』天元5年（982年）藤原遵子立后記事など）、『官職要解』説は誤りであることが指摘されている。
女房としての宣旨の史料上の初見は、皇太子安殿親王（のちの平城天皇）の東宮宣旨を務めた藤原薬子である（『日本後紀』弘仁元年（810年）9月12日条）。これは公文書としての宣旨が普及し出した延暦年間以降（782年以降）と近いため、その発祥・職務もおそらくそれと重なると考えられる。諸井彩子によれば、貴人の宣旨（口頭による指示・命令）を別の者に取り次ぐのが本来の職務ではないか、という。これは、天皇の後宮十二司においては典侍・掌侍が担当する職務であるから、宣旨もまた典侍・掌侍同様の職責を持っていたと考えられる。

### 中宮宣旨
中宮宣旨は、天皇の正妃である中宮に仕える宣旨である。皇后や、正妃としての皇太后もここに含まれる。天皇付きの女房を「上の女房」（公的な官職である後宮十二司を含む）と言うのに対し、中宮付きの女房を「宮の女房」と言い、宮の女房の筆頭が中宮宣旨である。宮の女房は、中宮の実家の父が選ぶことが多かった。
中宮宣旨の出自は、上級貴族である公卿の娘であることがほとんどである。仕える中宮の姉妹である場合もあり、円融天皇皇后藤原遵子の中宮宣旨は姉の詮子が務め、円融天皇皇太后藤原詮子（前記の詮子とは別人）の中宮宣旨は自身の異母姉妹が務めた。公卿の娘の場合は、後ろ盾となる父が薨去した女性が、中宮宣旨として入る場合が多い。中宮の幼少期からの乳母が宣旨に昇格した場合もあるが、どちらかといえば中宮と同世代の女性であることが多い。
主人の中宮が流産・崩御など非常事態にあった時は、その代行として指示や命令を伝達し、また善後策を講じるなど、高い職責を有した。後一条天皇中宮藤原威子が流産した際には、二条院宣旨は後一条典侍の藤三位を呼んで二人で緊急の対応を協議しており（『左経記』長元8年（1035年）6月23日条）、天皇側の典侍・掌侍と職務が基本的に重なることを示している。宣旨（貴人の口頭命令）の名の通り、中宮の命令系統を代理で司る立場であり、二条院宣旨は威子の命を取り次いで、歌人の出羽弁に出仕を促す文章を書くなどしている。また、中宮の顔であり、渉外役も担当した。
教養も非常に高く、様々な歌集・歴史物語・日記に中宮宣旨の歌が残っている。宇多天皇皇太夫人の藤原温子の宣旨は、部下の伊勢との贈答歌が勅撰和歌集『後撰和歌集』に入集。一条天皇中宮の藤原彰子の宣旨だった源陟子は、和泉式部が彰子に贈った歌に対し、彰子に代わって返歌を詠んでいる（『栄花物語』巻15）。三条天皇中宮の藤原妍子に仕えた大和宣旨は、勅撰集『後拾遺和歌集』などに名を残す勅撰歌人である。二条院宣旨は、勅撰歌人である出羽弁に出仕を促す歌を、主君の威子のために代詠している。後醍醐天皇中宮の西園寺禧子に仕えた二条藤子も、二条派当主の二条為定の姉妹であり、『続千載和歌集』などに入集した勅撰歌人である。
宮中の花形であることから、恋愛対象としても高嶺の花だった。円融天皇中宮の藤原媓子の異母弟で勅撰歌人でもある公卿藤原朝光は、媓子の宣旨に恋文と歌を贈ったが、返歌も来ず、あっけなく振られている（『朝光集』28および29）。藤原彰子中宮宣旨の源陟子は、部下だった紫式部から美貌を称えられたほどで（『紫式部日記』）、中古三十六歌仙の公卿藤原定頼も陟子に言い寄ったが、やはり振られている（『定頼集』134）。三条天皇中宮の藤原妍子に仕えた大和宣旨も当時の著名人との恋歌が多く残っている。後醍醐中宮の西園寺禧子に仕えた二条藤子は、後醍醐から禧子・阿野廉子に次ぐ寵愛を受け（『増鏡』「久米のさら山」）、征西大将軍懐良親王（日本国王良懐）をもうけ、三位に叙されている。
鈴木織恵によれば、中宮宣旨は婚姻が忌避されておらず、既婚者のまま働き続ける者も多かったという。たとえば、藤原妍子に仕えた大和宣旨は、次男の観尊を中宮宣旨在職中にもうけており、妊娠・出産してから職場に復帰することも広く認められていた。
主君が中宮を辞して皇太后や女院となった後も仕え続けることがほとんどだった。主君が出家した場合や崩御した場合には、自身も殉じて出家する場合も多かった。また、主君の子に仕える場合もあった。
鈴木によれば、平安時代の「宮の女房」の序列については、11世紀半ばから11世紀末にかけて、中宮御匣殿が首位になり、中宮宣旨は第二位として扱われるようになったという。これは、宣旨が名誉職化して出仕しない者も多くなると、御匣殿が事実上の長となったため、日給簡（出仕したかどうかの記録）に記されない宣旨の地位が徐々に落ちてきて、名誉職という意識もやがて薄れて地位が逆転したのではないか、という。鎌倉時代の中宮宣旨がどのような序列だったのかは不明。

### 東宮宣旨
東宮宣旨は、その名の通り東宮（皇太子）に仕える宣旨である。出自は、中納言など上級貴族である公卿の娘の場合もない訳ではないが、多くの場合は弁官や受領などの中級貴族の娘が務めた。幼少期の乳母のうちの一人から昇格する場合が多い。
東宮宣旨は、乳母とともに東宮配下の女房集団を統率した。よほどの若年でない限り、乳母よりも上位に置かれた。「宣旨」（貴人の口頭命令）の由来の通り、東宮と他の貴人とを取り次ぐ渉外役も担当した。東宮の行啓にも伺候（側仕え）した。
東宮が天皇として即位した後には、典侍となる場合が多く、長年の功績から従三位に叙されることもあった。
なお、初代東宮宣旨である藤原薬子は、主君である安殿親王（平城天皇）の寵姫だったことが知られるが、これはかなり例外的な事例で、少なくとも摂関期には東宮の愛妾になった東宮宣旨はいないようである。

### 斎院宣旨
斎院宣旨は、斎院（両賀茂神社に仕える未婚の皇女・王女）に仕える宣旨。斎宮宣旨と違い、こちらは斎院が弘仁元年（810年）に制定されてからすぐに置かれたようで、『儀式』一 賀茂祭儀・『延喜式』六 斎院司などに見える。内親王が生まれたときには乳母が三人当てられるが、その一人が斎院宣旨になったと推測される。摂関期には斎院女別当・斎院内侍と共に重職とされた。
文学的才能を持った者も多かった。選子内親王『大斎院前御集』『大斎院御集』には「せじ」という歌人が記載されるほか、『狭衣物語』を著した六条斎院宣旨などがいる。御形宣旨も勅撰歌人である。

### その他の宣旨
斎宮宣旨は、斎宮（伊勢神宮に仕える未婚の皇女・王女）に仕える宣旨。史料上の初見は、院政期である寛治3年（1089年）9月15日、善子内親王（白河天皇皇女）に、宣旨・女別当・内侍の三役が補任されたことで（『朝野群載』第四）、他の宣旨に比べると新しい。諸井の説によれば、もともとは内侍と別当しかいなかったところに、斎院宣旨からの影響を受けて、斎宮内侍を分化させて、新たに斎宮宣旨を作ったのではないか、という。
上皇宣旨は、『西宮記』臨時（二）院宮事によれば、天皇時代の上臈女房のうちの一人が宣旨に選ばれたという。
摂政・関白の宣旨は信頼性・忠実さが重視され、主人に親子もしくは家族で仕え、かつ古参の女房から選ばれた。藤原彰子・敦成親王（後一条天皇）を呪詛したと告発された高階光子は、姪である藤原定子の中宮宣旨とされることが多いが、諸井によれば実際は義理の兄にあたる藤原道隆の関白宣旨（あるいは摂政宣旨）ではないかという。
上記の他、職務である宣旨にあやかって、貴人の乳母が俗に宣旨と呼ばれたこともあるようである。

## 文学作品の宣旨
宣旨は王朝物語にもしばしば現れ、主君に忠実である上に才知に長け、その機転で主君を助ける役として描かれることが多い。『夜の寝覚』・『とりかへばや』・『わが身にたどる姫君』などに重要人物として登場する。
東宮宣旨として登場した場合、『みかはにさける』・『心高き東宮宣旨』など、主君である東宮（皇太子）から寵愛を受けることが多い。諸井彩子によれば、史実ではこのような例はほとんど見られないが、史実で上臈女房（天皇に仕える女官の最上位層）が天皇からしばしば寵愛を受けたことと、宣旨が女房の最高位であることが混ざって、このようなイメージが発生したのではないか、という。
斎院宣旨は、『源氏物語』に朝顔斎院の宣旨が登場するほか、作者自身が実際に斎院宣旨だった六条斎院宣旨『狭衣物語』にもヒロインである源氏の宮の宣旨として現れる。

## 宣旨一覧

### 中宮宣旨
- 藤原詮子（藤原頼忠女） - 藤原遵子（円融天皇皇后）、円融皇太后の詮子とは別人[9]。
- 名称不明（藤原兼家女） - 藤原詮子（円融天皇皇太后）[9]
- 源陟子（源伊陟女） - 藤原彰子（一条天皇中宮）[27]
- 大和宣旨（平惟仲女） - 藤原妍子（三条天皇中宮）[11]
- 式部宣旨（出自不明） - 藤原娍子（三条天皇皇后）[28]
- 二条院宣旨（出自不明） - 藤原威子（後一条天皇中宮）[12]
- 名称不明（源憲定女） - 藤原嫄子（後朱雀天皇中宮）[12]
- 二条院宣旨（出自不明） - 章子内親王（後冷泉天皇中宮）[12]
- 名称不明（源道方女） - 藤原寛子（後冷泉天皇皇后）[8]
- 二条藤子（二条為道女） - 西園寺禧子（後醍醐天皇中宮）[13]

### 東宮宣旨
- 藤原薬子（藤原種継女） - 安殿親王（平城天皇）[1]
- 平寛子（平時望女） - 憲平親王（冷泉天皇）[29]
- 御形宣旨（源相職女） - 師貞親王（花山天皇）[30]
- 源廉子（源扶義女） - 敦成親王（後一条天皇）[31]
- 藤原姫子（出自不明） - 敦良親王（後朱雀天皇）[32]
- 源経子[注釈 3]（源長経女） - 親仁親王（後冷泉天皇）[32]
- 源成子（源経成女？） - 尊仁親王（後三条天皇）[33]

### 斎院宣旨
- 御形宣旨（源相職女）？ - 尊子内親王（冷泉天皇皇女）[30]
- 六条斎院宣旨（源頼国女） - 禖子内親王（後朱雀天皇皇女）[1]